# De Dalton Sisters
De Dalton Sisters was een Belgische popgroep bestaande uit vier zussen, Laurine, Aurélie, Marie-Laure en Marie-Hélène Hendrickx. In 2007 namen Laurine, Aurélie en Marie-Laure deel aan het Nationaal Junior Eurosong van België, waar ze tot de landelijke finale kwamen met het nummer Verander de wereld. Marie-Hélène was toen nog te jong om mee deel te nemen aan het programma. In 2008 namen alle vier de zussen bij Studio 100 hun tweede single op.
In 2010 werden de contracten met Studio 100 verbroken en ging de groep verder onder het productiebedrijf Starway. In september 2012 maakten de leden bekend dat ze stopten met De Dalton Sisters.
In 2024 maakten de Dalton Sisters een eenmalige comeback op de Studio 100 Sing Along in het Sportpaleis.

## Biografie
De zusjes werden in de privésfeer regelmatig "Daltonzusjes" genoemd, waarschijnlijk omdat zij vaak dezelfde kleding droegen. Toen ze voor de deelname van het Nationaal Junior Eurosong een naam zochten werd dat dus De Dalton Sisters. De meisjes dansten tot februari 2010 bij dansstudio van Studio 100, waar ze bijna allemaal, op Marie-Laure na, op de achtergrond dansten bij de shows en videoclips van onder andere Samson en Gert en de meidengroep K3.

## Film
In de film Hotel op stelten van Samson en Gert uit 2008 speelden De Dalton Sisters een bijrol. In deze film hadden ze de rol van hotelgasten.
In de tv-serie Het Huis Anubis speelden Laurine, Aurélie en Marie-Laure een bijrolletje. Ze speelden in seizoen 2 de muzikale tweeling die viool en fluit kon spelen.

## Singles
| Single met hitnotering(en) in de Vlaamse Ultratop 50 | Datum van verschijnen | Datum van binnenkomst | Hoogste positie | Aantal weken | Opmerkingen                                                         |
| ---------------------------------------------------- | --------------------- | --------------------- | --------------- | ------------ | ------------------------------------------------------------------- |
| Verander de wereld                                   | 2007                  | 27-10-2007            | 38              | 3            |                                                                     |
| Met de tandem naar Amerika                           | 2008                  | 05-07-2008            | 21              | 6            | Opgenomen bij Studio 100                                            |
| Chihuahua                                            | 2009                  | 28-03-2009            | 19              | 6            | De Nederlandstalige soundtrack van de film Beverly Hills Chihuahua. |